# 탈라스 전투
탈라스 전투(Battle of Talas)는 751년 7월 ~ 8월 사이에 고구려 출신 당나라 절도사 원정군 고선지 장군이 지휘하는 당군이 탈라스를 침공. 이에 아바스 칼리파국, 카를루크 등 이슬람 방어군은 키르기스스탄 영토인 탈라스강 유역에서 고선지의 서역 진출을 막으려 하였다.

## 배경
751년 중앙아시아의 탈라스강 근처에서 벌어진 당나라가 아바스 왕조를 침공하며 일어난 전쟁. 당나라의 고선지는 신강지역을 지배하던 안서도호부에서 서쪽으로 계속 정복을 하려고 시도하고 있었다.
750년, 고선지(高仙芝)는 소그디아나를 침략한다. 소그디아나 국왕은 이에 놀라 고선지군의 침략에 살아남기위해 아바스 왕조에 도움을 요청했고 747년 우마이야 왕조 세력을 메르부에서 몰아낸 아바스 왕조의 호라산 총독 '아브 무슬림'은 부하인 지야드 이븐 살리흐를 파견시켜 지야드가 이끄는 아바스 왕조 방어군과 고선지가 이끄는 당나라 원정군은 톈산산맥 서북쪽 기슭의 탈라스강에서 격돌했다.

751년 4만 명의 이슬람 방어군 군대가 진격하였고 오늘날의 키르기스스탄에 있는 탈라스강에서 고선지의 원정군이 진격하였으나 중간에 고선지의 동맹군이던 카를루크가 배신하여 이슬람측에 붙는 바람에 병력 열세를 감당하지 못해 패전한다.

## 결과
고선지의 원정군은 탈라스강까지 진군하는 과정에서 72개가 넘는 국가를 정복하면서 피로가 극에 달해있었고, 엎친데 덮친격으로 동맹군으로 같이 참전한 텐산 북쪽에 유목생활을 하는 유목민 카를룩족이 아바스 왕조측으로 돌아서는 등 연이은 악재로 패전했다. 당나라는 탈라스 전투 직후 안사의 난이라는 거대한 내전이 발발하면서 더 이상의 중앙 아시아 원정을 중단해야 됐다. 그 직후 당나라 주둔군이 철수한 중앙 아시아의 유목민족들 사이에서 이슬람 종교가 서서히 전파되기 시작했다. 또한 당나라의 기술자가 아바스 왕조로 갔는데, 그들 중에 종이를 만드는 기술을 갖고 있는 제지 기술자가 포함되어 있기에 제지술이 이슬람 세계에 전파되게 되는 직접적인 계기가 되었다.

## 같이 보기
- 당나라의 이슬람교
- 초기 무슬림 정복